# Baragai
Baragai (o Marang Buru) és una muntanya a Chota Nagpur a Orissa, Índia. La seva altura és de 1.068 metres. Domina la plana de Chota Nagpur i la vall del riu Damodar (23° 32′ 45″ N, 85° 29′ 45″ E / 23.54583°N,85.49583°E. Hi ha cultius locals sobretot a la part alta.